# NBA Playoffs 1973
Gli NBA Playoffs 1973 si conclusero con la vittoria dei New York Knicks (campioni della Eastern Conference) che sconfissero i campioni della Western conference, i Los Angeles Lakers.

## Squadre qualificate

### Eastern Conference
1. Boston Celtics
2. N.Y. Knicks
3. Baltimore Bullets
4. Atlanta Hawks

### Western Conference
1. Milwaukee Bucks
2. L.A. Lakers
3. Chicago Bulls
4. G.S. Warriors

## Tabellone
|  | Semifinali Conference | Semifinali Conference | Semifinali Conference |               |                  | Finali Conference | Finali Conference | Finali Conference |  |  | NBA Finals | NBA Finals | NBA Finals |  |
|  |                       |                       |                       |               |                  |                   |                   |                   |  |  |            |            |            |  |
|  | 1                     | Milwaukee Bucks *     | 2                     |               |                  |                   |                   |                   |  |  |            |            |            |  |
|  | 1                     | Milwaukee Bucks *     | 2                     |               |                  |                   |                   |                   |  |  |            |            |            |  |
|  | 4                     | G.S. Warriors         | 4                     |               |                  |                   |                   |                   |  |  |            |            |            |  |
|  | 4                     | G.S. Warriors         | 4                     |               | G.S. Warriors    | G.S. Warriors     | 1                 |                   |  |  |            |            |            |  |
|  |                       |                       |                       |               | G.S. Warriors    | G.S. Warriors     | 1                 |                   |  |  |            |            |            |  |
|  |                       |                       | L.A. Lakers *         | L.A. Lakers * | 4                |                   |                   |                   |  |  |            |            |            |  |
|  | 3                     | Chicago Bulls         | L.A. Lakers *         | L.A. Lakers * | 4                | 3                 |                   |                   |  |  |            |            |            |  |
|  | 3                     | Chicago Bulls         |                       |               |                  |                   |                   |                   |  |  |            |            |            |  |
|  | 2                     | L.A. Lakers *         | 4                     |               |                  |                   |                   |                   |  |  |            |            |            |  |
|  | 2                     | L.A. Lakers *         | 4                     |               | L.A. Lakers *    | L.A. Lakers *     | 1                 |                   |  |  |            |            |            |  |
|  |                       |                       |                       |               |                  |                   |                   |                   |  |  |            |            |            |  |
|  |                       |                       | N.Y. Knicks           | N.Y. Knicks   | 4                |                   |                   |                   |  |  |            |            |            |  |
|  | 1                     | Boston Celtics *      | N.Y. Knicks           | N.Y. Knicks   | 4                | 4                 |                   |                   |  |  |            |            |            |  |
|  | 1                     | Boston Celtics *      |                       |               |                  |                   |                   |                   |  |  |            |            |            |  |
|  | 4                     | Atlanta Hawks         | 2                     |               |                  |                   |                   |                   |  |  |            |            |            |  |
|  | 4                     | Atlanta Hawks         | 2                     |               | Boston Celtics * | Boston Celtics *  | 3                 |                   |  |  |            |            |            |  |
|  |                       |                       |                       |               | Boston Celtics * | Boston Celtics *  | 3                 |                   |  |  |            |            |            |  |
|  |                       |                       | N.Y. Knicks           | N.Y. Knicks   | 4                |                   |                   |                   |  |  |            |            |            |  |
|  | 3                     | Baltimore Bullets *   | N.Y. Knicks           | N.Y. Knicks   | 4                | 1                 |                   |                   |  |  |            |            |            |  |
|  | 3                     | Baltimore Bullets *   |                       |               |                  |                   |                   |                   |  |  |            |            |            |  |
|  | 2                     | N.Y. Knicks           | 4                     |               |                  |                   |                   |                   |  |  |            |            |            |  |

Legenda
- * Vincitore Division
- "Grassetto" Vincitore serie
- "Corsivo" Squadra con fattore campo

## Eastern Conference

### Semifinali

#### (1) Boston Celtics - (4) Atlanta Hawks
RISULTATO FINALE: 4-2
| Boston 1 aprile 1973 Gara 1                                                                                              | Boston Celtics | 134 – 109 (36-24, 27-25, 36-32, 35-28) referto | Atlanta Hawks | Boston Garden (11.907 spett.) |
| J. Havlicek 54 Punti L. Hudson 28 A. Williams 12 Assist P. Maravich , L. Hudson 5 D. Cowens 17 Rimbalzi J. Washington 14 |                |                                                |               |                               |
| |                |                                                |               |                               |
| J. Havlicek 54 | Punti          | L. Hudson 28                                   |               |                               |
| A. Williams 12 | Assist         | P. Maravich, L. Hudson 5                       |               |                               |
| D. Cowens 17 | Rimbalzi       | J. Washington 14                               |               |                               |

| Atlanta 4 aprile 1973 Gara 2                                                                                | Atlanta Hawks | 113 – 126 (13-29, 30-28, 30-37, 40-32) referto | Boston Celtics | Alexander Memorial Coliseum (11.588 spett.) |
| P. Maravich 34 Punti J. Havlicek 29 P. Maravich 10 Assist J.J. White 11 W. Bellamy 11 Rimbalzi D. Cowens 25 |               |                                                |                |                                             |
| |               |                                                |                |                                             |
| P. Maravich 34                                                                                              | Punti         | J. Havlicek 29                                 |                |                                             |
| P. Maravich 10                                                                                              | Assist        | J.J. White 11                                  |                |                                             |
| W. Bellamy 11                                                                                               | Rimbalzi      | D. Cowens 25                                   |                |                                             |

| Boston 6 aprile 1973 Gara 3                                                                              | Boston Celtics | 105 – 118 (29-16, 20-39, 28-33, 28-30) referto | Atlanta Hawks | Boston Garden (15.320 spett.) |
| J.J. White 23 Punti L. Hudson 37 J.J. White 10 Assist P. Maravich 11 D. Cowens 18 Rimbalzi W. Bellamy 12 |                |                                                |               |                               |
| |                |                                                |               |                               |
| J.J. White 23                                                                                            | Punti          | L. Hudson 37                                   |               |                               |
| J.J. White 10                                                                                            | Assist         | P. Maravich 11                                 |               |                               |
| D. Cowens 18                                                                                             | Rimbalzi       | W. Bellamy 12                                  |               |                               |

| Atlanta 8 aprile 1973 Gara 4                                                                                | Atlanta Hawks | 97 – 94 (32-24, 15-26, 30-13, 20-31) referto | Boston Celtics | Alexander Memorial Coliseum (11.675 spett.) |
| P. Maravich 37 Punti J. Havlicek 21 H. Gilliam 7 Assist J. Havlicek 5 J. Washington 15 Rimbalzi P. Silas 22 |               |                                              |                |                                             |
| |               |                                              |                |                                             |
| P. Maravich 37                                                                                              | Punti         | J. Havlicek 21                               |                |                                             |
| H. Gilliam 7                                                                                                | Assist        | J. Havlicek 5                                |                |                                             |
| J. Washington 15                                                                                            | Rimbalzi      | P. Silas 22                                  |                |                                             |

| Boston 11 aprile 1973 Gara 5                                                                               | Boston Celtics | 108 – 101 (30-28, 16-26, 37-27, 25-20) referto | Atlanta Hawks | Boston Garden (12.525 spett.) |
| J. Havlicek 32 Punti P. Maravich 34 J. Havlicek 11 Assist H. Gilliam 6 D. Cowens 20 Rimbalzi W. Bellamy 16 |                |                                                |               |                               |
| |                |                                                |               |                               |
| J. Havlicek 32                                                                                             | Punti          | P. Maravich 34                                 |               |                               |
| J. Havlicek 11                                                                                             | Assist         | H. Gilliam 6                                   |               |                               |
| D. Cowens 20                                                                                               | Rimbalzi       | W. Bellamy 16                                  |               |                               |

| Atlanta 13 aprile 1973 Gara 6 | Atlanta Hawks | 103 – 121 (27-35, 31-25, 26-26, 19-35) referto | Boston Celtics | Alexander Memorial Coliseum (16.181 spett.) |
| L. Hudson 35 Punti J.J. White 33 W. Bellamy , H. Gilliam 5 Assist J.J. White 7 W. Bellamy , J. Washington 13 Rimbalzi P. Silas 17 |               |                                                |                |                                             |
| |               |                                                |                |                                             |
| L. Hudson 35 | Punti         | J.J. White 33                                  |                |                                             |
| W. Bellamy, H. Gilliam 5 | Assist        | J.J. White 7                                   |                |                                             |
| W. Bellamy, J. Washington 13 | Rimbalzi      | P. Silas 17                                    |                |                                             |

PRECEDENTI IN REGULAR SEASON
| Regular Season 1972-73 | Boston Celtics | 5 – 1 | Atlanta Hawks | Referto 1 - Referto 2 - Referto 3 - Referto 4, Referto 5 - Referto 6 |
| Atlanta Hawks 115 Atlanta Hawks 108 Boston Celtics 133 Boston Celtics 99 Boston Celtics 124 Atlanta Hawks 110 Punti 119 Boston Celtics 126 Boston Celtics 109 Atlanta Hawks 100 Atlanta Hawks 108 Atlanta Hawks 117 Boston Celtics |                | |               |                                                                      |
| |                | |               |                                                                      |
| Atlanta Hawks 115 Atlanta Hawks 108 Boston Celtics 133 Boston Celtics 99 Boston Celtics 124 Atlanta Hawks 110 | Punti          | 119 Boston Celtics 126 Boston Celtics 109 Atlanta Hawks 100 Atlanta Hawks 108 Atlanta Hawks 117 Boston Celtics |               |                                                                      |

PRECEDENTI NEI PLAYOFF
|  | Boston Celtics (1957, 1960, 1961, 1972) | 4 – 1 | Atlanta Hawks (1958) |  |

#### (2) New York Knicks - (3) Baltimore Bullets
RISULTATO FINALE: 4-1
| New York 30 marzo 1973 Gara 1                                                                                      | N.Y. Knicks | 95 – 83 (19-25, 24-20, 27-20, 25-18) referto | Baltimore Bullets | Madison Square Garden (19.694 spett.) |
| W. Frazier 25 Punti A. Clark 22 W. Frazier 6 Assist A. Clark 6 D. DeBusschere , W. Frazier 7 Rimbalzi W. Unseld 16 |             |                                              |                   |                                       |
| |             |                                              |                   |                                       |
| W. Frazier 25 | Punti       | A. Clark 22                                  |                   |                                       |
| W. Frazier 6 | Assist      | A. Clark 6                                   |                   |                                       |
| D. DeBusschere, W. Frazier 7                                                                                       | Rimbalzi    | W. Unseld 16                                 |                   |                                       |

| New York 1 aprile 1973 Gara 2                                                                              | N.Y. Knicks | 123 – 103 (32-25, 26-22, 29-32, 36-24) referto | Baltimore Bullets | Madison Square Garden (19.694 spett.) |
| W. Frazier 29 Punti P. Chenier 27 W. Frazier 13 Assist K. Porter 7 D. DeBusschere 11 Rimbalzi W. Unseld 14 |             |                                                |                   |                                       |
| |             |                                                |                   |                                       |
| W. Frazier 29                                                                                              | Punti       | P. Chenier 27                                  |                   |                                       |
| W. Frazier 13                                                                                              | Assist      | K. Porter 7                                    |                   |                                       |
| D. DeBusschere 11                                                                                          | Rimbalzi    | W. Unseld 14                                   |                   |                                       |

| Baltimora 4 aprile 1973 Gara 3                                                                                     | Baltimore Bullets | 96 – 103 (22-25, 24-24, 19-25, 31-29) referto | N.Y. Knicks | Baltimore Civic Center (12.289 spett.) |
| E. Hayes 36 Punti B. Bradley 23 A. Clark , M. Riordan 4 Assist W. Frazier 7 E. Hayes 14 Rimbalzi D. DeBusschere 11 |                   |                                               |             |                                        |
| |                   |                                               |             |                                        |
| E. Hayes 36 | Punti             | B. Bradley 23                                 |             |                                        |
| A. Clark, M. Riordan 4                                                                                             | Assist            | W. Frazier 7                                  |             |                                        |
| E. Hayes 14 | Rimbalzi          | D. DeBusschere 11                             |             |                                        |

| Baltimora 6 aprile 1973 Gara 4                                                                                             | Baltimore Bullets | 97 – 89 (22-14, 28-25, 28-23, 19-27) referto | N.Y. Knicks | Baltimore Civic Center (12.289 spett.) |
| E. Hayes 34 Punti W. Frazier 17 A. Clark 10 Assist D. DeBusschere , E. Monroe 4 E. Hayes , W. Unseld 13 Rimbalzi W. Reed 8 |                   |                                              |             |                                        |
| |                   |                                              |             |                                        |
| E. Hayes 34 | Punti             | W. Frazier 17                                |             |                                        |
| A. Clark 10 | Assist            | D. DeBusschere, E. Monroe 4                  |             |                                        |
| E. Hayes, W. Unseld 13 | Rimbalzi          | W. Reed 8                                    |             |                                        |

| New York 8 aprile 1973 Gara 5                                                                                       | N.Y. Knicks | 109 – 99 (26-31, 28-14, 24-31, 31-23) referto | Baltimore Bullets | Madison Square Garden (19.694 spett.) |
| E. Monroe 26 Punti A. Clark 30 W. Frazier 7 Assist W. Unseld , P. Chenier 4 D. DeBusschere 15 Rimbalzi W. Unseld 21 |             |                                               |                   |                                       |
| |             |                                               |                   |                                       |
| E. Monroe 26 | Punti       | A. Clark 30                                   |                   |                                       |
| W. Frazier 7 | Assist      | W. Unseld, P. Chenier 4                       |                   |                                       |
| D. DeBusschere 15                                                                                                   | Rimbalzi    | W. Unseld 21                                  |                   |                                       |

PRECEDENTI IN REGULAR SEASON
| Regular Season 1972-73 | N.Y. Knicks | 3 – 3 | Baltimore Bullets | Referto 1 - Referto 2 - Referto 3 - Referto 4, Referto 5 - Referto 6 |
| Baltimore Bullets 88 New York Knicks 94 New York Knicks 100 Baltimore Bullets 89 New York Knicks 75 New York Knicks 97 Punti 92 New York Knicks 90 Baltimore Bullets 98 Baltimore Bullets 77 New York Knicks 97 Baltimore Bullets 106 Baltimore Bullets |             | |                   |                                                                      |
| |             | |                   |                                                                      |
| Baltimore Bullets 88 New York Knicks 94 New York Knicks 100 Baltimore Bullets 89 New York Knicks 75 New York Knicks 97 | Punti       | 92 New York Knicks 90 Baltimore Bullets 98 Baltimore Bullets 77 New York Knicks 97 Baltimore Bullets 106 Baltimore Bullets |                   |                                                                      |

PRECEDENTI NEI PLAYOFF
|  | N.Y. Knicks (1969, 1970, 1972) | 3 – 1 | Baltimore Bullets (1971) |  |

### Finale

#### (1) Boston Celtics - (2) New York Knicks
RISULTATO FINALE: 3-4
| Boston 15 aprile 1973 Gara 1                                                                             | Boston Celtics | 134 – 108 (34-30, 33-26, 34-27, 33-25) referto | N.Y. Knicks | Boston Garden (15.320 spett.) |
| J.J. White 30 Punti W. Frazier 24 J. Havlicek 11 Assist W. Frazier 10 D. Cowens 15 Rimbalzi W. Frazier 7 |                |                                                |             |                               |
| |                |                                                |             |                               |
| J.J. White 30                                                                                            | Punti          | W. Frazier 24                                  |             |                               |
| J. Havlicek 11                                                                                           | Assist         | W. Frazier 10                                  |             |                               |
| D. Cowens 15                                                                                             | Rimbalzi       | W. Frazier 7                                   |             |                               |

| New York 18 aprile 1973 Gara 2                                                                                | N.Y. Knicks | 129 – 96 (29-18, 31-24, 32-19, 37-35) referto | Boston Celtics | Madison Square Garden (19.694 spett.) |
| W. Frazier 24 Punti J. Havlicek 21 W. Frazier 10 Assist J. Havlicek 11 D. DeBusschere 8 Rimbalzi D. Cowens 13 |             |                                               |                |                                       |
| |             |                                               |                |                                       |
| W. Frazier 24                                                                                                 | Punti       | J. Havlicek 21                                |                |                                       |
| W. Frazier 10                                                                                                 | Assist      | J. Havlicek 11                                |                |                                       |
| D. DeBusschere 8                                                                                              | Rimbalzi    | D. Cowens 13                                  |                |                                       |

| Boston 20 aprile 1973 Gara 3                                                                                          | Boston Celtics | 91 – 98 (27-29, 19-29, 31-23, 14-17) referto | N.Y. Knicks | Boston Garden (15.320 spett.) |
| J. Havlicek 29 Punti W. Frazier 23 J. Havlicek 6 Assist W. Frazier 5 P. Silas 14 Rimbalzi D. DeBusschere , W. Reed 11 |                |                                              |             |                               |
| |                |                                              |             |                               |
| J. Havlicek 29 | Punti          | W. Frazier 23                                |             |                               |
| J. Havlicek 6 | Assist         | W. Frazier 5                                 |             |                               |
| P. Silas 14 | Rimbalzi       | D. DeBusschere, W. Reed 11                   |             |                               |

| New York 22 aprile 1973 Gara 4                                                                             | N.Y. Knicks | 117 – 110 (d.2t.s.) (25-20, 17-28, 14-24, 33-17) (12-12,16-9) referto | Boston Celtics | Madison Square Garden (19.694 spett.) |
| W. Frazier 37 Punti J.J. White 34 D. Meminger 7 Assist J.J. White 6 D. DeBusschere 10 Rimbalzi P. Silas 23 |             |                                                                       |                |                                       |
| |             |                                                                       |                |                                       |
| W. Frazier 37                                                                                              | Punti       | J.J. White 34                                                         |                |                                       |
| D. Meminger 7                                                                                              | Assist      | J.J. White 6                                                          |                |                                       |
| D. DeBusschere 10                                                                                          | Rimbalzi    | P. Silas 23                                                           |                |                                       |

| Boston 25 aprile 1973 Gara 5                                                                                              | Boston Celtics | 98 – 97 (29-25, 29-27, 23-23, 17-22) referto | N.Y. Knicks | Boston Garden (15.320 spett.) |
| D. Cowens 32 Punti W. Frazier 21 J.J. White 7 Assist D. DeBusschere , W. Frazier 5 P. Silas 20 Rimbalzi D. DeBusschere 12 |                |                                              |             |                               |
| |                |                                              |             |                               |
| D. Cowens 32 | Punti          | W. Frazier 21                                |             |                               |
| J.J. White 7 | Assist         | D. DeBusschere, W. Frazier 5                 |             |                               |
| P. Silas 20 | Rimbalzi       | D. DeBusschere 12                            |             |                               |

| New York 27 aprile 1973 Gara 6                                                                                             | N.Y. Knicks | 100 – 110 (21-24, 34-29, 27-29, 18-28) referto | Boston Celtics | Madison Square Garden (19.694 spett.) |
| W. Frazier 29 Punti D. Cowens 26 B. Bradley , D. DeBusschere 5 Assist J.J. White 7 D. DeBusschere 17 Rimbalzi D. Cowens 14 |             |                                                |                |                                       |
| |             |                                                |                |                                       |
| W. Frazier 29 | Punti       | D. Cowens 26                                   |                |                                       |
| B. Bradley, D. DeBusschere 5                                                                                               | Assist      | J.J. White 7                                   |                |                                       |
| D. DeBusschere 17 | Rimbalzi    | D. Cowens 14                                   |                |                                       |

| Boston 29 aprile 1973 Gara 7                                                                            | Boston Celtics | 78 – 94 (22-19, 18-26, 17-27, 21-22) referto | N.Y. Knicks | Boston Garden (15.320 spett.) |
| D. Cowens 24 Punti W. Frazier 25 D. Cowens 5 Assist D. DeBusschere 8 P. Silas 16 Rimbalzi W. Frazier 10 |                |                                              |             |                               |
| |                |                                              |             |                               |
| D. Cowens 24                                                                                            | Punti          | W. Frazier 25                                |             |                               |
| D. Cowens 5                                                                                             | Assist         | D. DeBusschere 8                             |             |                               |
| P. Silas 16                                                                                             | Rimbalzi       | W. Frazier 10                                |             |                               |

PRECEDENTI IN REGULAR SEASON
| Regular Season 1972-73 | Boston Celtics | 4 – 4 | N.Y. Knicks | Referto 1 - Referto 2 - Referto 3 - Referto 4, Referto 5 - Referto 6, Referto 7 - Referto 8 |
| Boston Celtics 114 New York Knicks 97 Boston Celtics 115 New York Knicks 111 Boston Celtics 93 New York Knicks 123 Boston Celtics 122 New York Knicks 103 Punti 97 New York Knicks 94 Boston Celtics 106 New York Knicks 108 Boston Celtics 96 New York Knicks 91 Boston Celtics 107 New York Knicks 108 Boston Celtics |                | |             |                                                                                             |
| |                | |             |                                                                                             |
| Boston Celtics 114 New York Knicks 97 Boston Celtics 115 New York Knicks 111 Boston Celtics 93 New York Knicks 123 Boston Celtics 122 New York Knicks 103 | Punti          | 97 New York Knicks 94 Boston Celtics 106 New York Knicks 108 Boston Celtics 96 New York Knicks 91 Boston Celtics 107 New York Knicks 108 Boston Celtics |             |                                                                                             |

PRECEDENTI NEI PLAYOFF
|  | Boston Celtics (1954, 1955, 1967, 1969) | 4 – 4 | N.Y. Knicks (1951, 1952, 1953, 1972) |  |

## Western Conference

### Semifinali

#### (1) Milwaukee Bucks - (4) Golden State Warriors
RISULTATO FINALE: 2-4
| Milwaukee 30 marzo 1973 Gara 1                                                                                                | Milwaukee Bucks | 110 – 90 (23-16, 25-22, 28-23, 34-29) referto | G.S. Warriors | Milwaukee Arena (10.746 spett.) |
| K. Abdul-Jabbar , O. Robertson 22 Punti R. Barry 22 O. Robertson 12 Assist J. Barnett 6 K. Abdul-Jabbar 24 Rimbalzi C. Lee 10 |                 |                                               |               |                                 |
| |                 |                                               |               |                                 |
| K. Abdul-Jabbar, O. Robertson 22                                                                                              | Punti           | R. Barry 22                                   |               |                                 |
| O. Robertson 12 | Assist          | J. Barnett 6                                  |               |                                 |
| K. Abdul-Jabbar 24 | Rimbalzi        | C. Lee 10                                     |               |                                 |

| Milwaukee 1 aprile 1973 Gara 2 | Milwaukee Bucks | 92 – 95 (20-27, 21-20, 24-29, 27-19) referto | G.S. Warriors | Milwaukee Arena (10.379 spett.) |
| K. Abdul-Jabbar 26 Punti C. Russell 25 K. Abdul-Jabbar , C. Perry , O. Robertson , L. Allen , J. McGlocklin 3 Assist W. Hazzard 7 K. Abdul-Jabbar 15 Rimbalzi C. Lee 17 |                 |                                              |               |                                 |
| |                 |                                              |               |                                 |
| K. Abdul-Jabbar 26 | Punti           | C. Russell 25                                |               |                                 |
| K. Abdul-Jabbar, C. Perry, O. Robertson, L. Allen, J. McGlocklin 3 | Assist          | W. Hazzard 7                                 |               |                                 |
| K. Abdul-Jabbar 15 | Rimbalzi        | C. Lee 17                                    |               |                                 |

| Oakland 5 aprile 1973 Gara 3                                                                                 | G.S. Warriors | 93 – 113 (18-21, 20-26, 23-37, 32-29) referto | Milwaukee Bucks | Oakland Arena (8.493 spett.) |
| J. Mullins 21 Punti O. Robertson 34 J. Mullins 4 Assist O. Robertson 8 C. Lee 17 Rimbalzi K. Abdul-Jabbar 18 |               |                                               |                 |                              |
| |               |                                               |                 |                              |
| J. Mullins 21                                                                                                | Punti         | O. Robertson 34                               |                 |                              |
| J. Mullins 4                                                                                                 | Assist        | O. Robertson 8                                |                 |                              |
| C. Lee 17 | Rimbalzi      | K. Abdul-Jabbar 18                            |                 |                              |

| Oakland 7 aprile 1973 Gara 4                                                                                             | G.S. Warriors | 102 – 97 (28-26, 26-19, 27-26, 21-26) referto | Milwaukee Bucks | Oakland Arena (8.173 spett.) |
| R. Barry 38 Punti K. Abdul-Jabbar 25 J. Mullins 6 Assist O. Robertson 7 C. Lee 21 Rimbalzi K. Abdul-Jabbar , C. Perry 14 |               |                                               |                 |                              |
| |               |                                               |                 |                              |
| R. Barry 38 | Punti         | K. Abdul-Jabbar 25                            |                 |                              |
| J. Mullins 6 | Assist        | O. Robertson 7                                |                 |                              |
| C. Lee 21 | Rimbalzi      | K. Abdul-Jabbar, C. Perry 14                  |                 |                              |

| Milwaukee 10 aprile 1973 Gara 5 | Milwaukee Bucks | 97 – 100 (18-29, 28-28, 27-25, 24-18) referto | G.S. Warriors | Milwaukee Arena (12.204 spett.) |
| K. Abdul-Jabbar , O. Robertson , L. Allen , J. McGlocklin 19 Punti C. Lee 21 O. Robertson 11 Assist W. Hazzard 5 K. Abdul-Jabbar , C. Perry 12 Rimbalzi C. Lee 18 |                 |                                               |               |                                 |
| |                 |                                               |               |                                 |
| K. Abdul-Jabbar, O. Robertson, L. Allen, J. McGlocklin 19 | Punti           | C. Lee 21                                     |               |                                 |
| O. Robertson 11 | Assist          | W. Hazzard 5                                  |               |                                 |
| K. Abdul-Jabbar, C. Perry 12 | Rimbalzi        | C. Lee 18                                     |               |                                 |

| Oakland 13 aprile 1973 Gara 6                                                                               | G.S. Warriors | 100 – 86 (26-17, 28-26, 22-23, 24-20) referto | Milwaukee Bucks | Oakland Arena (13.175 spett.) |
| J. Barnett 26 Punti K. Abdul-Jabbar 27 J. Barnett 7 Assist L. Allen 5 C. Lee 19 Rimbalzi K. Abdul-Jabbar 14 |               |                                               |                 |                               |
| |               |                                               |                 |                               |
| J. Barnett 26                                                                                               | Punti         | K. Abdul-Jabbar 27                            |                 |                               |
| J. Barnett 7                                                                                                | Assist        | L. Allen 5                                    |                 |                               |
| C. Lee 19                                                                                                   | Rimbalzi      | K. Abdul-Jabbar 14                            |                 |                               |

PRECEDENTI IN REGULAR SEASON
| Regular Season 1972-73 | Milwaukee Bucks | 5 – 1 | G.S. Warriors | Referto 1 - Referto 2 - Referto 3 - Referto 4, Referto 5 - Referto 6 |
| Golden State Warriors 77 Milwaukee Bucks 124 Milwaukee Bucks 124 Milwaukee Bucks 135 Golden State Warriors 102 Golden State Warriors 98 Punti 81 Milwaukee Bucks 91 Golden State Warriors 108 Golden State Warriors 108 Golden State Warriors 93 Milwaukee Bucks 108 Milwaukee Bucks |                 | |               |                                                                      |
| |                 | |               |                                                                      |
| Golden State Warriors 77 Milwaukee Bucks 124 Milwaukee Bucks 124 Milwaukee Bucks 135 Golden State Warriors 102 Golden State Warriors 98 | Punti           | 81 Milwaukee Bucks 91 Golden State Warriors 108 Golden State Warriors 108 Golden State Warriors 93 Milwaukee Bucks 108 Milwaukee Bucks |               |                                                                      |

PRECEDENTI NEI PLAYOFF
|  | Milwaukee Bucks (1971, 1972) | 2 – 0 | G.S. Warriors |  |

#### (2) Los Angeles Lakers - (3) Chicago Bulls
RISULTATO FINALE: 4-3
| Inglewood 30 marzo 1973 Gara 1                                                                       | L.A. Lakers | 107 – 104 (21-21, 20-29, 30-19, 23-25) referto | Chicago Bulls | The Forum (16.341 spett.) |
| G. Goodrich 28 Punti B. Love 21 J. West 9 Assist D. Awtrey 6 W. Chamberlain 20 Rimbalzi D. Awtrey 15 |             |                                                |               |                           |
| |             |                                                |               |                           |
| G. Goodrich 28                                                                                       | Punti       | B. Love 21                                     |               |                           |
| J. West 9                                                                                            | Assist      | D. Awtrey 6                                    |               |                           |
| W. Chamberlain 20                                                                                    | Rimbalzi    | D. Awtrey 15                                   |               |                           |

| Inglewood 1 aprile 1973 Gara 2                                                                            | L.A. Lakers | 108 – 93 (21-28, 35-19, 24-24, 28-22) referto | Chicago Bulls | The Forum (17.368 spett.) |
| G. Goodrich 33 Punti B. Love 32 J. West 19 Assist T. Boerwinkle 9 W. Chamberlain 21 Rimbalzi C. Walker 11 |             |                                               |               |                           |
| |             |                                               |               |                           |
| G. Goodrich 33                                                                                            | Punti       | B. Love 32                                    |               |                           |
| J. West 19                                                                                                | Assist      | T. Boerwinkle 9                               |               |                           |
| W. Chamberlain 21                                                                                         | Rimbalzi    | C. Walker 11                                  |               |                           |

| Chicago 6 aprile 1973 Gara 3                                                                               | Chicago Bulls | 96 – 86 (31-19, 21-28, 22-22, 22-17) referto | L.A. Lakers | Chicago Stadium (14.606 spett.) |
| C. Walker 30 Punti J. McMillian 24 N. Van Lier 8 Assist J. West 13 D. Awtrey 14 Rimbalzi W. Chamberlain 18 |               |                                              |             |                                 |
| |               |                                              |             |                                 |
| C. Walker 30                                                                                               | Punti         | J. McMillian 24                              |             |                                 |
| N. Van Lier 8                                                                                              | Assist        | J. West 13                                   |             |                                 |
| D. Awtrey 14                                                                                               | Rimbalzi      | W. Chamberlain 18                            |             |                                 |

| Chicago 8 aprile 1973 Gara 4                                                                                    | Chicago Bulls | 98 – 94 (21-21, 29-31, 23-24, 25-18) referto | L.A. Lakers | Chicago Stadium (14.181 spett.) |
| B. Love 38 Punti J. McMillian 25 B. Love 6 Assist G. Goodrich , J. West 5 B. Love 13 Rimbalzi W. Chamberlain 30 |               |                                              |             |                                 |
| |               |                                              |             |                                 |
| B. Love 38 | Punti         | J. McMillian 25                              |             |                                 |
| B. Love 6 | Assist        | G. Goodrich, J. West 5                       |             |                                 |
| B. Love 13 | Rimbalzi      | W. Chamberlain 30                            |             |                                 |

| Inglewood 10 aprile 1973 Gara 5                                                                               | L.A. Lakers | 123 – 102 (26-18, 34-34, 29-31, 34-19) referto | Chicago Bulls | The Forum (17.505 spett.) |
| J. West 36 Punti B. Love 27 J. West 11 Assist D. Awtrey , N. Van Lier 5 W. Chamberlain 29 Rimbalzi B. Love 14 |             |                                                |               |                           |
| |             |                                                |               |                           |
| J. West 36 | Punti       | B. Love 27                                     |               |                           |
| J. West 11 | Assist      | D. Awtrey, N. Van Lier 5                       |               |                           |
| W. Chamberlain 29                                                                                             | Rimbalzi    | B. Love 14                                     |               |                           |

| Chicago 13 aprile 1973 Gara 6                                                                     | Chicago Bulls | 101 – 93 (26-21, 25-27, 26-18, 24-27) referto | L.A. Lakers | Chicago Stadium (18.096 spett.) |
| J. Sloan 27 Punti J. West 19 D. Awtrey 8 Assist J. West 5 D. Awtrey 14 Rimbalzi W. Chamberlain 26 |               |                                               |             |                                 |
|                                                                                                   |               |                                               |             |                                 |
| J. Sloan 27                                                                                       | Punti         | J. West 19                                    |             |                                 |
| D. Awtrey 8                                                                                       | Assist        | J. West 5                                     |             |                                 |
| D. Awtrey 14                                                                                      | Rimbalzi      | W. Chamberlain 26                             |             |                                 |

| Inglewood 13 aprile 1973 Gara 7                                                                      | L.A. Lakers | 95 – 92 (22-22, 24-28, 26-28, 23-14) referto | Chicago Bulls | The Forum (17.505 spett.) |
| J. West 27 Punti N. Van Lier 28 J. West 7 Assist B. Love 5 W. Chamberlain 28 Rimbalzi N. Van Lier 14 |             |                                              |               |                           |
| |             |                                              |               |                           |
| J. West 27                                                                                           | Punti       | N. Van Lier 28                               |               |                           |
| J. West 7                                                                                            | Assist      | B. Love 5                                    |               |                           |
| W. Chamberlain 28                                                                                    | Rimbalzi    | N. Van Lier 14                               |               |                           |

PRECEDENTI IN REGULAR SEASON
| Regular Season 1972-73 | L.A. Lakers | 5 – 1 | Chicago Bulls | Referto 1 - Referto 2 - Referto 3 - Referto 4, Referto 5 - Referto 6 |
| Los Angeles Lakers 104 Chicago Bulls 105 Chicago Bulls 97 Los Angeles Lakers 95 Chicago Bulls 103 Los Angeles Lakers 108 Punti 99 Chicago Bulls 106 Los Angeles Lakers (1 t.s.) 109 Los Angeles Lakers 92 Chicago Bulls 89 Los Angeles Lakers 88 Chicago Bulls |             | |               |                                                                      |
| |             | |               |                                                                      |
| Los Angeles Lakers 104 Chicago Bulls 105 Chicago Bulls 97 Los Angeles Lakers 95 Chicago Bulls 103 Los Angeles Lakers 108 | Punti       | 99 Chicago Bulls 106 Los Angeles Lakers (1 t.s.) 109 Los Angeles Lakers 92 Chicago Bulls 89 Los Angeles Lakers 88 Chicago Bulls |               |                                                                      |

PRECEDENTI NEI PLAYOFF
|  | L.A. Lakers (1968, 1971, 1972) | 3 – 0 | Chicago Bulls |  |

### Finale

#### (2) Los Angeles Lakers - (4) Golden State Warriors
RISULTATO FINALE: 4-1
| Inglewood 17 aprile 1973 Gara 1                                                                              | L.A. Lakers | 101 – 99 (27-23, 23-30, 25-22, 26-24) referto | G.S. Warriors | The Forum (17.505 spett.) |
| J. McMillian 37 Punti N. Thurmond 22 J. West 8 Assist J. Barnett 5 W. Chamberlain 25 Rimbalzi N. Thurmond 26 |             |                                               |               |                           |
| |             |                                               |               |                           |
| J. McMillian 37                                                                                              | Punti       | N. Thurmond 22                                |               |                           |
| J. West 8 | Assist      | J. Barnett 5                                  |               |                           |
| W. Chamberlain 25                                                                                            | Rimbalzi    | N. Thurmond 26                                |               |                           |

| Inglewood 19 aprile 1973 Gara 2                                                                  | L.A. Lakers | 104 – 93 (28-30, 18-20, 31-27, 27-16) referto | G.S. Warriors | The Forum (17.505 spett.) |
| J. West 36 Punti R. Barry 29 J. West 6 Assist N. Thurmond 6 W. Chamberlain 30 Rimbalzi C. Lee 18 |             |                                               |               |                           |
|                                                                                                  |             |                                               |               |                           |
| J. West 36                                                                                       | Punti       | R. Barry 29                                   |               |                           |
| J. West 6                                                                                        | Assist      | N. Thurmond 6                                 |               |                           |
| W. Chamberlain 30                                                                                | Rimbalzi    | C. Lee 18                                     |               |                           |

| Oakland 21 aprile 1973 Gara 3 | G.S. Warriors | 70 – 126 (14-26, 20-27, 16-36, 20-37) referto | L.A. Lakers | Oakland Arena (13.183 spett.) |
| R. Barry 10 Punti J. McMillian 28 N. Thurmond , R. Barry , J. Mullins , J. Barnett , W. Hazzard , C. Johnson 2 Assist J. West 11 C. Lee 18 Rimbalzi W. Chamberlain 25 |               |                                               |             |                               |
| |               |                                               |             |                               |
| R. Barry 10 | Punti         | J. McMillian 28                               |             |                               |
| N. Thurmond, R. Barry, J. Mullins, J. Barnett, W. Hazzard, C. Johnson 2                                                                                               | Assist        | J. West 11                                    |             |                               |
| C. Lee 18 | Rimbalzi      | W. Chamberlain 25                             |             |                               |

| Oakland 23 aprile 1973 Gara 4                                                                              | G.S. Warriors | 117 – 109 (31-21, 20-26, 33-36, 33-26) referto | L.A. Lakers | Oakland Arena (8.000 spett.) |
| C. Russell 33 Punti J. West 32 J. Mullins 7 Assist G. Goodrich 7 N. Thurmond 18 Rimbalzi W. Chamberlain 16 |               |                                                |             |                              |
| |               |                                                |             |                              |
| C. Russell 33                                                                                              | Punti         | J. West 32                                     |             |                              |
| J. Mullins 7                                                                                               | Assist        | G. Goodrich 7                                  |             |                              |
| N. Thurmond 18                                                                                             | Rimbalzi      | W. Chamberlain 16                              |             |                              |

| Inglewood 25 aprile 1973 Gara 5                                                                                          | L.A. Lakers | 128 – 118 (26-30, 32-20, 42-33, 28-35) referto | G.S. Warriors | The Forum (17.505 spett.) |
| G. Goodrich 44 Punti C. Russell 29 J. West 9 Assist N. Thurmond , J. Mullins 5 W. Chamberlain 22 Rimbalzi N. Thurmond 15 |             |                                                |               |                           |
| |             |                                                |               |                           |
| G. Goodrich 44 | Punti       | C. Russell 29                                  |               |                           |
| J. West 9 | Assist      | N. Thurmond, J. Mullins 5                      |               |                           |
| W. Chamberlain 22 | Rimbalzi    | N. Thurmond 15                                 |               |                           |

PRECEDENTI IN REGULAR SEASON
| Regular Season 1972-73 | L.A. Lakers | 4 – 3 | G.S. Warriors | Referto 1 - Referto 2 - Referto 3 - Referto 4, Referto 5 - Referto 6, Referto 7 |
| Los Angeles Lakers 91 Golden State Warriors 103 Golden State Warriors 112 Los Angeles Lakers 100 Golden State Warriors 107 Los Angeles Lakers 106 Golden State Warriors 89 Punti 119 Golden State Warriors 112 Los Angeles Lakers 106 Los Angeles Lakers 84 Golden State Warriors 122 Los Angeles Lakers 111 Golden State Warriors 96 Los Angeles Lakers |             | |               |                                                                                 |
| |             | |               |                                                                                 |
| Los Angeles Lakers 91 Golden State Warriors 103 Golden State Warriors 112 Los Angeles Lakers 100 Golden State Warriors 107 Los Angeles Lakers 106 Golden State Warriors 89 | Punti       | 119 Golden State Warriors 112 Los Angeles Lakers 106 Los Angeles Lakers 84 Golden State Warriors 122 Los Angeles Lakers 111 Golden State Warriors 96 Los Angeles Lakers |               |                                                                                 |

PRECEDENTI NEI PLAYOFF
|  | L.A. Lakers (1968, 1969) | 2 – 1 | G.S. Warriors (1967) |  |

## NBA Finals 1973

### Los Angeles Lakers - New York Knicks
RISULTATO FINALE
|  | L.A. Lakers | 1 – 4 | N.Y. Knicks |  |

PRECEDENTI IN REGULAR SEASON
| Regular Season 1972-73 | L.A. Lakers | 2 – 2                                                                               | N.Y. Knicks | Referto 1 - Referto 2 - Referto 3 - Referto 4 |
| New York Knicks 125 Los Angeles Lakers 95 New York Knicks 90 Los Angeles Lakers 98 Punti 100 Los Angeles Lakers 88 New York Knicks 95 Los Angeles Lakers 109 New York Knicks |             |                                                                                     |             |                                               |
| |             |                                                                                     |             |                                               |
| New York Knicks 125 Los Angeles Lakers 95 New York Knicks 90 Los Angeles Lakers 98                                                                                           | Punti       | 100 Los Angeles Lakers 88 New York Knicks 95 Los Angeles Lakers 109 New York Knicks |             |                                               |

PRECEDENTI NEI PLAYOFF
|  | L.A. Lakers (1952, 1953, 1972) | 3 – 1 | N.Y. Knicks (1970) |  |

#### Roster
| \| Pos. \| Num. \| Naz. \| Nome \| Altezza \| Peso \| Data nascita \| Provenienza \| \| ---- \| ----- \| ---- \| ----------------- \| ------- \| ------ \| ------------ \| -------------- \| \| A/C \| 32-35 \| \| Bridges, Bill \| 196 cm \| 103 kg \| 04-04-1939 \| Kansas \| \| C \| 30 \| \| Brown, Roger \| 211 cm \| 102 kg \| 23-02-1950 \| Kansas \| \| C \| 13 \| \| Chamberlain, Wilt \| 216 cm \| 125 kg \| 21-08-1936 \| Kansas \| \| A/C \| 31 \| \| Counts, Mel \| 213 cm \| 104 kg \| 16-10-1941 \| Oregon State \| \| A/C \| 14 \| \| Ellis, LeRoy \| 208 cm \| 95 kg \| 10-03-1940 \| St. John \| \| G/AP \| 24 \| \| Erickson, Keith \| 196 cm \| 88 kg \| 19-04-1944 \| UCLA \| \| G \| 25 \| \| Goodrich, Gail \| 185 cm \| 77 kg \| 23-04-1943 \| UCLA \| \| A \| 33 \| \| Grant, Travis \| 201 cm \| 98 kg \| 01-01-1950 \| Kentucky State \| \| A \| 52 \| \| Hairston, Happy \| 201 cm \| 102 kg \| 31-05-1942 \| New York \| \| A \| 5 \| \| McMillian, Jim \| 196 cm \| 98 kg \| 11-03-1948 \| Columbia \| \| G \| 15 \| \| Price, Jim \| 191 cm \| 88 kg \| 27-11-1949 \| Louisville \| \| G/AP \| 12 \| \| Riley, Pat \| 193 cm \| 93 kg \| 20-03-1945 \| Kentucky \| \| G \| 21 \| \| Robinson, Flynn \| 185 cm \| 84 kg \| 28-04-1941 \| Wyoming \| \| A \| 31 \| \| Trapp, John \| 201 cm \| 95 kg \| 02-10-1945 \| UNLV \| \| A \| 30 \| \| Turner, Bill \| 201 cm \| 100 kg \| 18-02-1944 \| Akron \| \| G/AP \| 44 \| \| West, Jerry \| 188 cm \| 79 kg \| 28-05-1938 \| West Virginia \| | Allenatore - Bill Sharman Assistente/i - John Barnhill Legenda - (C) Capitano - (FA) Free agent - (S) Sospeso - (TW) Contratto Two-way - (GL) Assegnato a squadra G League affiliata - Infortunato Roster • Transazioni · Ultima transazione: 24 aprile 1973 |                        |                   |         |        |              |                |
| Pos. | Num. | Naz.                   | Nome              | Altezza | Peso   | Data nascita | Provenienza    |
| A/C | 32-35 | Stati Uniti (bandiera) | Bridges, Bill     | 196 cm  | 103 kg | 04-04-1939   | Kansas         |
| C | 30 | Stati Uniti (bandiera) | Brown, Roger      | 211 cm  | 102 kg | 23-02-1950   | Kansas         |
| C | 13 | Stati Uniti (bandiera) | Chamberlain, Wilt | 216 cm  | 125 kg | 21-08-1936   | Kansas         |
| A/C | 31 | Stati Uniti (bandiera) | Counts, Mel       | 213 cm  | 104 kg | 16-10-1941   | Oregon State   |
| A/C | 14 | Stati Uniti (bandiera) | Ellis, LeRoy      | 208 cm  | 95 kg  | 10-03-1940   | St. John       |
| G/AP | 24 | Stati Uniti (bandiera) | Erickson, Keith   | 196 cm  | 88 kg  | 19-04-1944   | UCLA           |
| G | 25 | Stati Uniti (bandiera) | Goodrich, Gail    | 185 cm  | 77 kg  | 23-04-1943   | UCLA           |
| A | 33 | Stati Uniti (bandiera) | Grant, Travis     | 201 cm  | 98 kg  | 01-01-1950   | Kentucky State |
| A | 52 | Stati Uniti (bandiera) | Hairston, Happy   | 201 cm  | 102 kg | 31-05-1942   | New York       |
| A | 5 | Stati Uniti (bandiera) | McMillian, Jim    | 196 cm  | 98 kg  | 11-03-1948   | Columbia       |
| G | 15 | Stati Uniti (bandiera) | Price, Jim        | 191 cm  | 88 kg  | 27-11-1949   | Louisville     |
| G/AP | 12 | Stati Uniti (bandiera) | Riley, Pat        | 193 cm  | 93 kg  | 20-03-1945   | Kentucky       |
| G | 21 | Stati Uniti (bandiera) | Robinson, Flynn   | 185 cm  | 84 kg  | 28-04-1941   | Wyoming        |
| A | 31 | Stati Uniti (bandiera) | Trapp, John       | 201 cm  | 95 kg  | 02-10-1945   | UNLV           |
| A | 30 | Stati Uniti (bandiera) | Turner, Bill      | 201 cm  | 100 kg | 18-02-1944   | Akron          |
| G/AP | 44 | Stati Uniti (bandiera) | West, Jerry       | 188 cm  | 79 kg  | 28-05-1938   | West Virginia  |

| \| Pos. \| Num. \| Naz. \| Nome \| Altezza \| Peso \| Data nascita \| Provenienza \| \| ---- \| ---- \| ---- \| ----------------- \| ------- \| ------ \| ------------ \| ------------------- \| \| G/AP \| 12 \| \| Barnett, Dick \| 193 cm \| 86 kg \| 02-10-1936 \| Tennessee State \| \| G \| 17 \| \| Bibby, Henry \| 185 cm \| 84 kg \| 24-11-1949 \| UCLA \| \| G/AP \| 24 \| \| Bradley, Bill \| 196 cm \| 93 kg \| 28-07-1943 \| Princeton \| \| G/AP \| 22 \| \| DeBusschere, Dave \| 198 cm \| 100 kg \| 16-10-1940 \| Detroit-Mercy \| \| G \| 10 \| \| Frazier, Walt \| 193 cm \| 91 kg \| 29-03-1945 \| Southern Illinois \| \| A/C \| 40 \| \| Gianelli, John \| 208 cm \| 100 kg \| 10-06-1950 \| Pacific \| \| A/C \| 18 \| \| Jackson, Phil \| 203 cm \| 100 kg \| 17-09-1945 \| North Dakota \| \| A/C \| 32 \| \| Lucas, Jerry \| 203 cm \| 104 kg \| 30-03-1940 \| Ohio State \| \| G \| 7 \| \| Meminger, Dean \| 183 cm \| 79 kg \| 13-05-1948 \| Marquette \| \| G \| 15 \| \| Monroe, Earl \| 191 cm \| 84 kg \| 21-11-1944 \| Winston-Salem State \| \| C \| 23 \| \| Rackley, Luther \| 208 cm \| 100 kg \| 11-06-1946 \| Xavier \| \| A/C \| 19 \| \| Reed, Willis \| 206 cm \| 107 kg \| 25-06-1942 \| Grambling State \| \| A/C \| 6 \| \| Riker, Tom \| 208 cm \| 102 kg \| 28-02-1950 \| South Carolina \| \| A \| 43 \| \| Wingo, Harthorne \| 198 cm \| 95 kg \| 09-09-1947 \| Friendship College \| | Allenatore - Red Holzman Assistente/i - Dick McGuire - Danny Whalen Legenda - (C) Capitano - (FA) Free agent - (S) Sospeso - (TW) Contratto Two-way - (GL) Assegnato a squadra G League affiliata - Infortunato Roster • Transazioni · Ultima transazione: 24 aprile 1973 |                        |                   |         |        |              |                     |
| Pos. | Num. | Naz.                   | Nome              | Altezza | Peso   | Data nascita | Provenienza         |
| G/AP | 12 | Stati Uniti (bandiera) | Barnett, Dick     | 193 cm  | 86 kg  | 02-10-1936   | Tennessee State     |
| G | 17 | Stati Uniti (bandiera) | Bibby, Henry      | 185 cm  | 84 kg  | 24-11-1949   | UCLA                |
| G/AP | 24 | Stati Uniti (bandiera) | Bradley, Bill     | 196 cm  | 93 kg  | 28-07-1943   | Princeton           |
| G/AP | 22 | Stati Uniti (bandiera) | DeBusschere, Dave | 198 cm  | 100 kg | 16-10-1940   | Detroit-Mercy       |
| G | 10 | Stati Uniti (bandiera) | Frazier, Walt     | 193 cm  | 91 kg  | 29-03-1945   | Southern Illinois   |
| A/C | 40 | Stati Uniti (bandiera) | Gianelli, John    | 208 cm  | 100 kg | 10-06-1950   | Pacific             |
| A/C | 18 | Stati Uniti (bandiera) | Jackson, Phil     | 203 cm  | 100 kg | 17-09-1945   | North Dakota        |
| A/C | 32 | Stati Uniti (bandiera) | Lucas, Jerry      | 203 cm  | 104 kg | 30-03-1940   | Ohio State          |
| G | 7 | Stati Uniti (bandiera) | Meminger, Dean    | 183 cm  | 79 kg  | 13-05-1948   | Marquette           |
| G | 15 | Stati Uniti (bandiera) | Monroe, Earl      | 191 cm  | 84 kg  | 21-11-1944   | Winston-Salem State |
| C | 23 | Stati Uniti (bandiera) | Rackley, Luther   | 208 cm  | 100 kg | 11-06-1946   | Xavier              |
| A/C | 19 | Stati Uniti (bandiera) | Reed, Willis      | 206 cm  | 107 kg | 25-06-1942   | Grambling State     |
| A/C | 6 | Stati Uniti (bandiera) | Riker, Tom        | 208 cm  | 102 kg | 28-02-1950   | South Carolina      |
| A | 43 | Stati Uniti (bandiera) | Wingo, Harthorne  | 198 cm  | 95 kg  | 09-09-1947   | Friendship College  |

#### Risultati
| Arbitri: | Mendy Rudolph Jack Madden |

|                                                                    |            |                                                                                  |
| G. Goodrich 30                                                     | Punti      | D. DeBusschere 25                                                                |
| W. Chamberlain 6                                                   | Assist     | W. Frazier 8                                                                     |
| W. Chamberlain 20                                                  | Rimbalzi   | D. DeBusschere 16                                                                |
| Bridges, Chamberlain, Goodrich, McMillian, West (Counts, Erickson) | Formazioni | Bradley, DeBusschere, Frazier, Monroe, Reed (Gianelli, Jackson, Lucas, Meminger) |

| Arbitri: | Jake O'Donnell Ed Rush |

|                                                                    |            |                                                                        |
| J. West 32                                                         | Punti      | B. Bradley 26                                                          |
| G. Goodrich, J. West 5                                             | Assist     | B. Bradley 4                                                           |
| W. Chamberlain 20                                                  | Rimbalzi   | D. DeBusschere, W. Reed 9                                              |
| Bridges, Chamberlain, Goodrich, McMillian, West (Counts, Erickson) | Formazioni | Bradley, DeBusschere, Frazier, Monroe, Reed (Jackson, Lucas, Meminger) |

| Arbitri: | Jack Madden Don Murphy |

|                                                                                           |            |                                                                    |
| W. Reed 22                                                                                | Punti      | J. McMillian 22                                                    |
| E. Monroe 6                                                                               | Assist     | W. Chamberlain 5                                                   |
| D. DeBusschere 11                                                                         | Rimbalzi   | W. Chamberlain 13                                                  |
| Bradley, DeBusschere, Frazier, Monroe, Reed (Barnett, Gianelli, Jackson, Lucas, Meminger) | Formazioni | Bridges, Chamberlain, Goodrich, McMillian, West (Counts, Erickson) |

| Arbitri: | Mendy Rudolph Darell Garretson |

|                                                                        |            |                                                                              |
| D. DeBusschere 33                                                      | Punti      | G. Goodrich, J. West 23                                                      |
| W. Frazier 8                                                           | Assist     | B. Bridges 7                                                                 |
| D. DeBusschere 14                                                      | Rimbalzi   | W. Chamberlain 19                                                            |
| Bradley, DeBusschere, Frazier, Monroe, Reed (Jackson, Lucas, Meminger) | Formazioni | Bridges, Chamberlain, Goodrich, McMillian, West (Counts, Erickson, Hairston) |

| Arbitri: | Don Murphy Darell Garretson |

|                                                                                     |            |                                                                        |
| G. Goodrich 28                                                                      | Punti      | E. Monroe 23                                                           |
| J. West 4                                                                           | Assist     | W. Frazier, B. Bradley 5                                               |
| W. Chamberlain 21                                                                   | Rimbalzi   | W. Reed 12                                                             |
| Bridges, Chamberlain, Goodrich, McMillian, West (Counts, Erickson, Hairston, Riley) | Formazioni | Bradley, DeBusschere, Frazier, Monroe, Reed (Jackson, Lucas, Meminger) |

| Campione NBA 1973         |
| ------------------------- |
| New York Knicks 2º titolo |

#### Hall of famer
| NBA Finals | Atleta           | Squadra     | Anno |            |
| ---------- | ---------------- | ----------- | ---- | ---------- |
| Giocatore  | Jerry Lucas      | N.Y. Knicks | 1980 | Giocatore  |
| Giocatore  | Willis Reed      | N.Y. Knicks | 1982 | Giocatore  |
| Giocatore  | Bill Bradley     | N.Y. Knicks | 1983 | Giocatore  |
| Giocatore  | Dave DeBusschere | N.Y. Knicks | 1983 | Giocatore  |
| Giocatore  | Walt Frazier     | N.Y. Knicks | 1987 | Giocatore  |
| Giocatore  | Earl Monroe      | N.Y. Knicks | 1990 | Giocatore  |
| Giocatore  | Phil Jackson     | N.Y. Knicks | 2007 | Allenatore |
| Giocatore  | Dick Barnett     | N.Y. Knicks | 2024 | Giocatore  |
| Allenatore | Red Holzman      | N.Y. Knicks | 1986 | Allenatore |
| Giocatore  | Wilt Chamberlain | L.A. Lakers | 1979 | Giocatore  |
| Giocatore  | Jerry West       | L.A. Lakers | 1980 | Giocatore  |
| Giocatore  | Gail Goodrich    | L.A. Lakers | 1996 | Giocatore  |
| Allenatore | Bill Sharman     | L.A. Lakers | 2004 | Allenatore |

#### MVP delle Finali
- #19 Willis Reed, New York Knicks.

## Squadra vincitrice

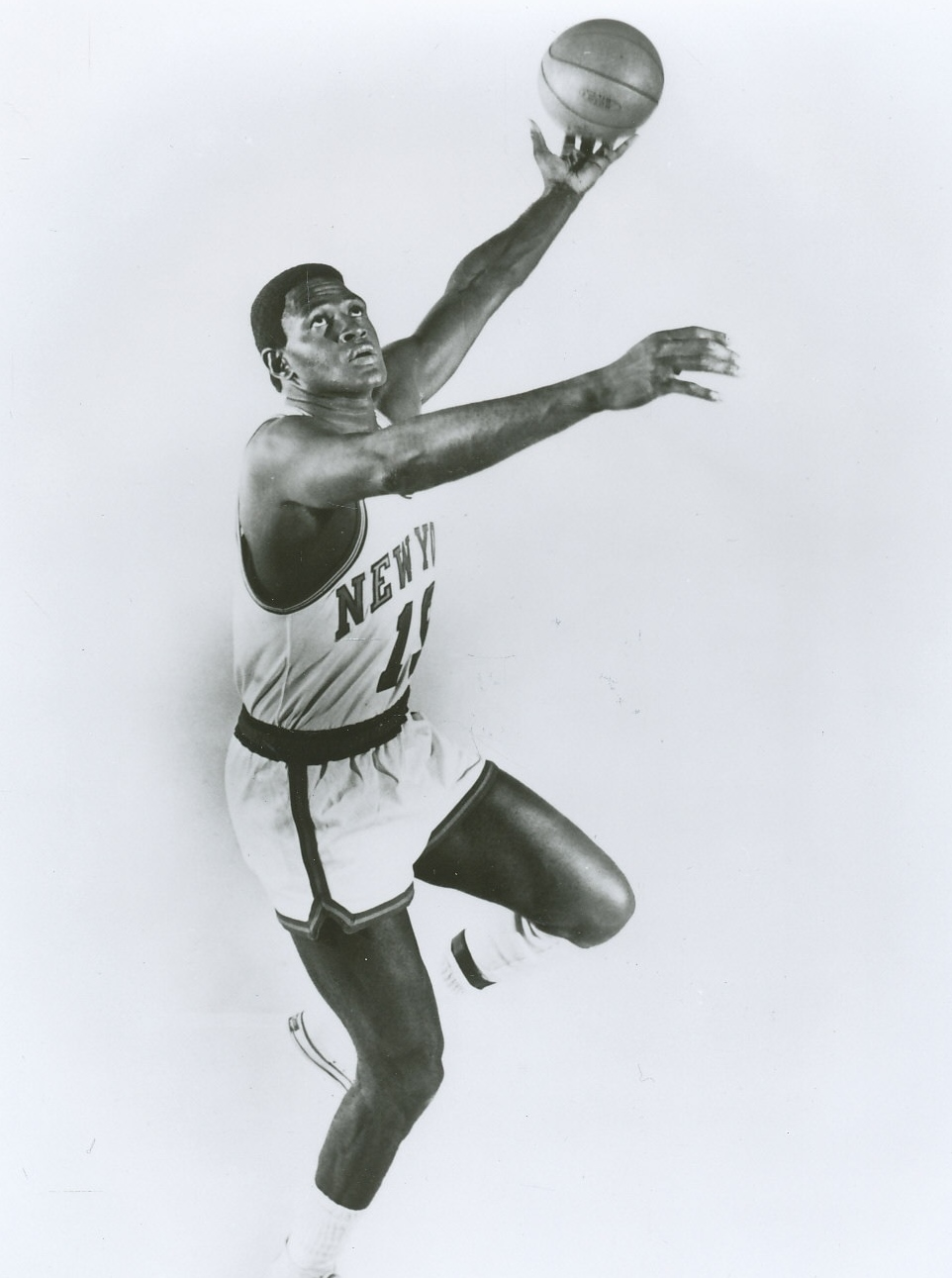
1. 19 Willis Reed, New York Knicks.

| N° | Naz.                   | Ruolo | Sportivo         |  | Alt. |  |
| -- | ---------------------- | ----- | ---------------- |  | ---- |  |
|    | Stati Uniti (bandiera) | P     | Dick Barnett     |  | 193  |  |
|    | Stati Uniti (bandiera) | P     | Henry Bibby      |  | 185  |  |
|    | Stati Uniti (bandiera) | AP    | Bill Bradley     |  | 196  |  |
|    | Stati Uniti (bandiera) | AG    | Dave DeBusschere |  | 198  |  |
|    | Stati Uniti (bandiera) | P     | Walt Frazier     |  | 193  |  |
|    | Stati Uniti (bandiera) | C     | John Gianelli    |  | 209  |  |
|    | Stati Uniti (bandiera) | AG    | Phil Jackson     |  | 203  |  |
|    | Stati Uniti (bandiera) | AG    | Jerry Lucas      |  | 203  |  |
|    | Stati Uniti (bandiera) | P     | Dean Meminger    |  | 183  |  |
|    | Stati Uniti (bandiera) | P     | Earl Monroe      |  | 191  |  |
|    | Stati Uniti (bandiera) | C     | Willis Reed      |  | 206  |  |
|    | Stati Uniti (bandiera) | AP    | Harthorne Wingo  |  | 198  |  |
|    | Stati Uniti (bandiera) | All.  | Red Holzman      |  |      |  |

## Statistiche
Aggiornate al 31 agosto 2021.
| Categoria | Singola prestazione | Singola prestazione | Singola prestazione | Media            | Media         | Media | Media |
| Categoria | Giocatore           | Squadra             | Max                 | Giocatore        | Squadra       | Media | PG    |
| --------- | ------------------- | ------------------- | ------------------- | ---------------- | ------------- | ----- | ----- |
| Punti     | John Havlicek       | Boston Celtics      | 54                  | Lou Hudson       | Atlanta Hawks | 29,7  | 6     |
| Rimbalzi  | Wilt Chamberlain    | L.A. Lakers         | 30                  | Wilt Chamberlain | L.A. Lakers   | 22,5  | 17    |
| Assist    | Jerry West          | L.A. Lakers         | 19                  | Jerry West       | L.A. Lakers   | 7,8   | 17    |